# Borong

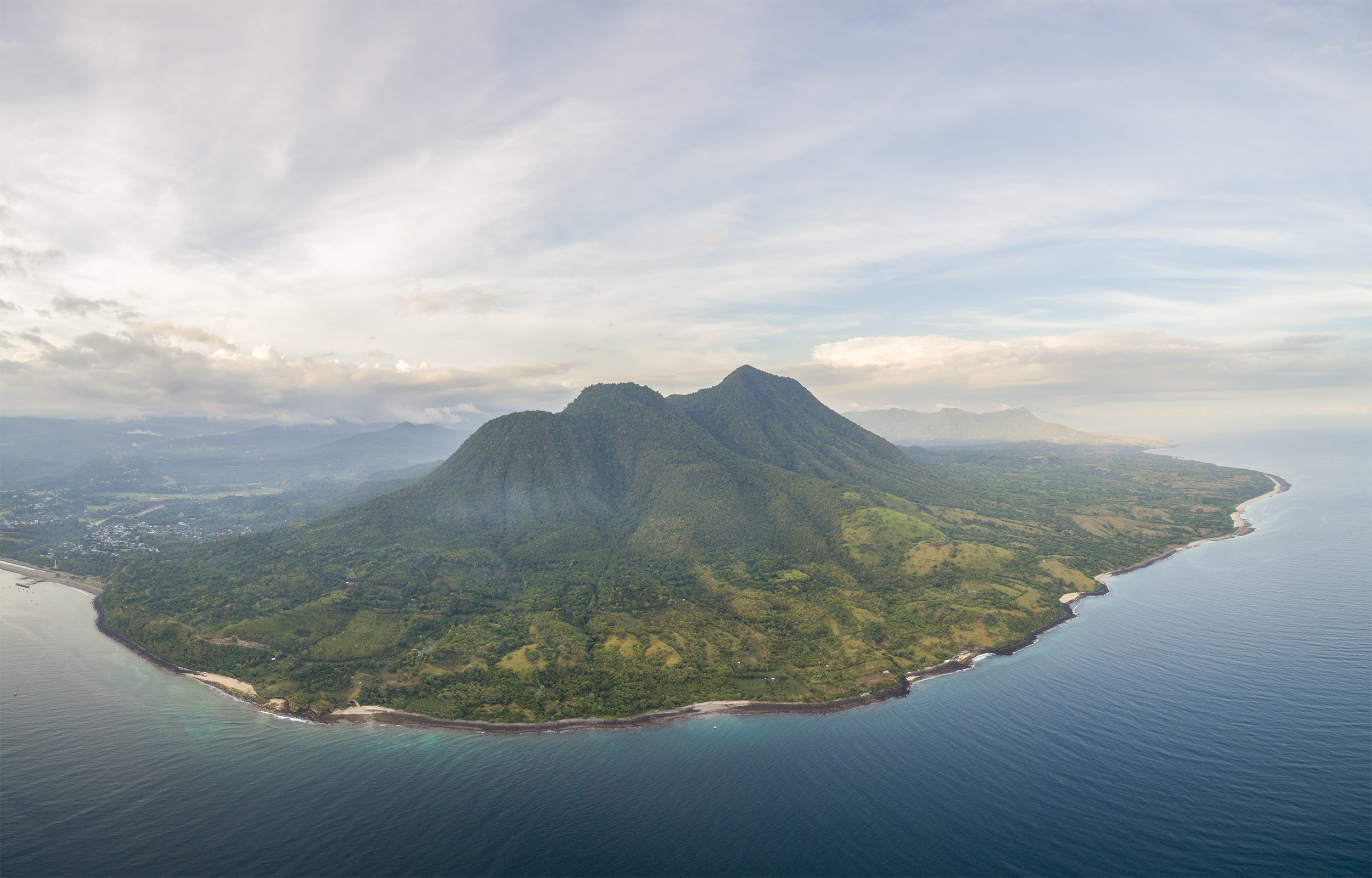
Borong links des Mount Pocondeki (2021)

Borong ist der Hauptort des indonesischen Regierungsbezirk (Kabupaten) Ostmanggarai (Manggarai Timur) in der Provinz Ost-Nusa Tenggara. Er liegt an der Südküste der Insel Flores.